# Аксимииды
Аксимииды (лат. Axymyiidae) — семейство длинноусых двукрылых (Nematocera), выделяемое в монотипический инфраотряд Axymyiomorpha. Взрослые насекомые достигают в длину 5—6 мм. Внешне они напоминают комаров-толстоножек (Bibionidae), отличаясь от них бо́льшим числом ветвей радиальной жилки крыльев и наличием двух ярких пятен на скутуме. Элементы ротового аппарата сильно редуцированы. Личинки развиваются в стволах упавших деревьев, долгое время контактировавших с заболоченной почвой: в их древесине они вытачивают короткие ходы, питаясь микроорганизмами. Распространены в умеренном поясе Северного полушария.